# Elavus Andreæ
Elavus Andreæ (Elf Andersson), född i Vadstena, död 1595, han var en svensk kyrkoherde i Östra Hargs församling och Rystads församling. 

## Biografi
Elavus Andreæ (Elf Andersson) föddes i Vadstena. Han var son till Anders Köpsven och Gertrud. Andreæ blev 1568 kyrkoherde i Östra Hargs församling och Rystads församling. Han skrev under riksdagsbeslutet i Stockholm 25 januari 1569. År 1577 lät han gjuta en kyrkklocka till Östra Hargs kyrka. 1582 avträdde han som kyrkoherde från Rystads församling. Han skrev under kläckeriets försegling på arvföreningen i Stockholm 7 mars 1590 och Uppsala mötes beslut 1593. Andreæ avled 1595.